# Radu Popescu
Radu Popescu (n. circa 1655 – d. 1729) a fost un cronicar român, mare vornic muntean și cronicar oficial la curtea lui Nicolae Mavrocordat. I se atribuie Istoriile domnilor Țării Românești (1290-1728), care înfățișează mult mai verosimil actele Cantacuzinilor decât Letopisețul Cantacuzinesc pe cele ale Bălenilor.

## Biografie

### Familie
Familia sa a fost implicată activ în politică și treburile statului prin deținerea unor importante funcții de conducere. Este de remarcat cariera politică începută de bunicul său și continuată de tatăl acestuia. Bunicul lui pare a avea origini grecești după o analiză a numelui său, Gheorghe Carida. Acesta se stabilește în satul Popești din județul Ilfov. Se pare că datorită numelui satului respectiv, cronicarul va prelua mai târziu numele de Popescu. Gheorghe Carida va deține primele funcții politice în timpul domniei lui Leon Tomșa (1629 – 1632) iar mai apoi sub conducerea lui Matei Basarab (1632 – 1654).
Implicările în dregătoriile țării sunt continuate de către tatăl lui Radu Popescu, Hrizea. Intrând prin alianța matrimonială în puternica familie a Bălenilor, se va implica și în conflictul dintre această familie și cea a Cantacuzinilor, pentru influența politică. Deține funcții, pe rând, sub: Antonie din Popești (1669 - 1672), Grigorașcu Ghica (1672 – 1673), Gheorghe Duca și Șerban Cantacuzino (1678 -  1688). Sfârșitul său este legat de formularea unor acuzații de pe vremea când încă se ocupa de visterie. Prin urmare este arestat și omorât. 

### Pribegie și reîntoarcere
Despre Hrizea se știe că avea trei copii, doi băieți și o fată. Tânărul Radu și-a început activitatea încă de pe vremea când tatăl său era în viață, ca logofăt de visterie. Radu, împreună cu mama și frații lui, vor pribegi după moartea tatălui lor. Ei se vor întoarce, dar din informațiile care s-au mai păstrat nu se poate spune cu exactitate care este data întoarcerii în țară. Prima lor apariție este în 1681 când fac parte dintr-un grup de boieri care fac plângere la Poartă împotriva lui Șerban Cantacuzino. 

### Activitate
Activitatea sa continuă sub domnia lui Constantin Brâncoveanu (1688 – 1714), fiind numit clucer de arie. După venirea la conducerea țării a lui Ștefan Cantacuzino în 1714, el devine vornic de Târgoviște. Radu Popescu va deține dregătorii mai importante din 1716, când pe tronul Țării Românești  vine Nicolae Mavrocordat. Printre cele mai importante funcții amintim cea de mare vornic și mare ban, dar i-au mai fost încredințate și alte slujbe. 
La a doua domnie a lui Nicolae Mavrocordat în Țara Românească, Radu Popescu era deja bătrân. Domnitorul îi mai încredințează dregătorii, dar la scurt timp, datorită vârstei înaintate, se călugărește la Mănăstirea Radu - Vodă luându-și numele de Rafail Monahul. Din câte se pare, moartea cronicarului a survenit în răstimpul dintre martie și octombrie 1729.